# Délos
Délos (druhý pád Délu, řecky Δήλος, Dýlos) je malý ostrov v Egejském moři v souostroví Kyklady. Je významným archeologickým nalezištěm zapsaným roku 1990 do seznamu světového dědictví UNESCO. V období antiky byl velkým náboženským a obchodním centrem. V současnosti nemá hospodářský význam a správně spadá pod blízký ostrov Mykonos.
Ostrov byl sídlem náboženských kultů již od prehistorických dob. Podle řecké mytologie se zde narodili bohové Apollón a Artemis a Délos se stal jedním z nejvýznamnějších míst Apollonova kultu. Díky své výhodné poloze byl osídlen již ve 3. tisíciletí př. n. l..
Jako významné kultovní místo se stal centrem námořní amfiktyónie (náboženský spolek řeckých států), ke které náležely i Athény, konaly se zde pravidelně náboženské slavnosti. Po založení athénského námořního spolku byl Délos zvolen za jeho centrum a spolkovou pokladnici. Ostrov dlouho zůstal pod vlivem Athén, které podporovaly místní kult. Za nadvlády Makedonského království se stal významným obchodním přístavem. Roku 166 př. n. l. byl z vůle Říma připojen opět k Athénám, jejichž součástí zůstal do dob křesťanství. Během I. války Říma s Mithridatem Pontským byl ostrov zpustošen a začal upadat.
Od roku 1872 zde péčí Francouzské školy v Athénách probíhají archeologické vykopávky, které se svým významem dají srovnat s vykopávkami v Olympii a Delfách. Byla zde objevena řada staveb datovaných od prehistorických (předmykénské a mykénské sídliště) i archaických (Terasa lvů) period, přes klasické období (Apollónovy chrámy aj.) až po významné stavby z doby helénismu (agory, soukromé domy). Roku 1990 byl celý archeologický park jako mimořádně bohaté naleziště zapsán do seznamu světového dědictví UNESCO.

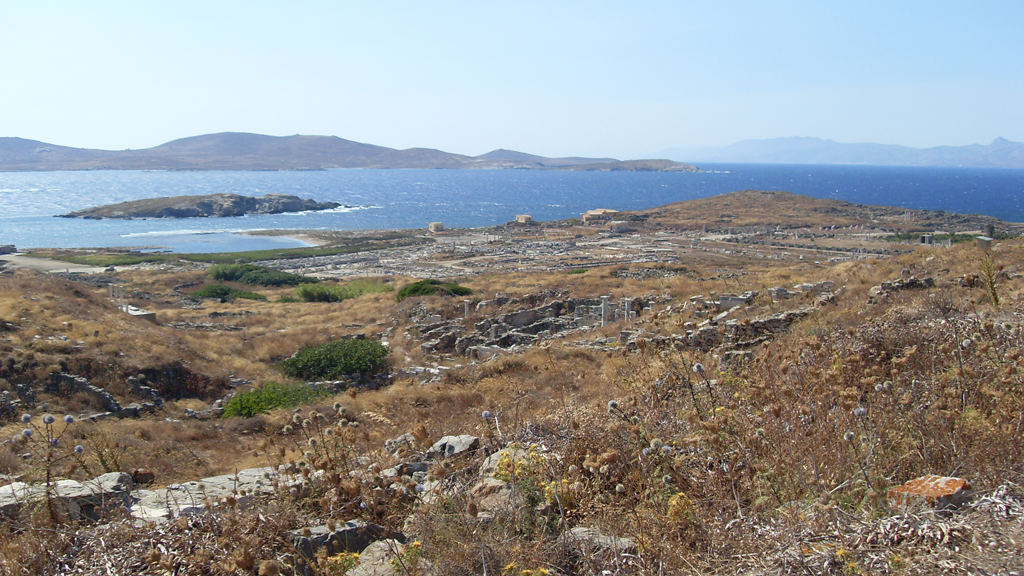
Délos, celkový pohled k SZ. V pozadí ostrov Rénia.

## Zeměpisné informace
Délos je v centru souostroví Kyklady v Egejském moři. Společně se sousední Rhénií, od níž je oddělen jen úzkým průlivem, se nalézá ve vzdálenosti 2 km od ostrova Mykonos. Má rozlohu 3,5 km². Svahy Délu jsou mírné a nejvyšší vrchol Kynthos se zvedá do výše 106 m. Jediným jeho vodním tokem je potok ve starověku zvaný Inopos. Jeho přístav nikdy nepřesáhl průměrnou velikost a za intenzivnějšího větru se ostrov stává nepřístupným.
Je územím Řecké republiky a správně spadá do kraje Jižní Egeis, regionální jednotky a obce Mykonos a stejnojmenné komunity Mykonos. Na ostrově není žádný hotel a není zde dovoleno přenocovat. Výjimku tvoří archeologové, kterých tu roku 2011 žilo a pracovalo 24.

## Délos v mytologii
V antické řecké mytologii se Délos stal místem narození božské dvojice Artemis a Apollóna. Ti byli dětmi Dia (ačkoli původně byly jejich kulty odděleny) a titánky Létó.
Příběh o jejich narození má několik verzí. Jedna je zaznamenána v části raného Hymnu na Apollóna. Tato „délská“ část je připisována slepému básníku z ostrova Chios, někdy mylně ztotožňovanému s Homérem:
Diova žena Héra se dozvěděla o záletu svého muže a ze strachu z jejího hněvu nechtělo žádné místo na zemi ani na moři poskytnout Létó útočiště. Zeus tedy Délos, do té doby volně plující Egejským mořem, ukotvil, aby Létó mohla porodit své dvě děti – dvojčata Apollóna a Artemis. Délos jí i tak poskytl útočiště jen výměnou za slib, že si Apollon zřídí na ostrově chrám. Po devíti dnech v bolestech porodila Létó opřená o horu Kynthos a držící se posvátné palmy.
Událost se odehrála u břehu malého jezera, dnes vysušeného, které se stalo významnou součástí svatyně a umožnilo tak moderním archeologům snazší orientaci.
Ostrov se narozením Artemis a Apollóna stal svatou půdou – ženy zde nesměly rodit a také zde nebylo dovoleno umírat.
Jiné legendy o vzniku ostrova vyprávějí, že byl stvořen skokem titánky Astérie (sestry Letó), která se vrhla do moře, aby unikla Diovu pronásledování, nebo Poseidónem, který na Diovu žádost udeřil svým trojzubcem a dal vystoupit dvěma skalnatým plošinám – Délu a Rhénii.

## Historie

### Prehistorie
Díky výjimečné poloze v centru Kyklad byl Délos osídlen odpradávna. S jeho polohou souvisí i kořeny náboženského kultu - snad kultu bohyně matky, jejíž místo později zaujala Artemis. O osídlení ostrova od prehistorických dob svědčí nálezy zbytků sídlišť. Prvními obyvateli ostrovů byli podle Thúkydida Kárové, kteří kolem roku 3000 př. n. l. přišli z Malé Asie následováni Mykéňany (podle tradice vypudil Káry krétský král Mínós) a Ióny. Raná sídla ležela na vrcholu kopce Kynthos. Našlo se zde nadprůměrné množství mykénské keramiky.

### Archaické období

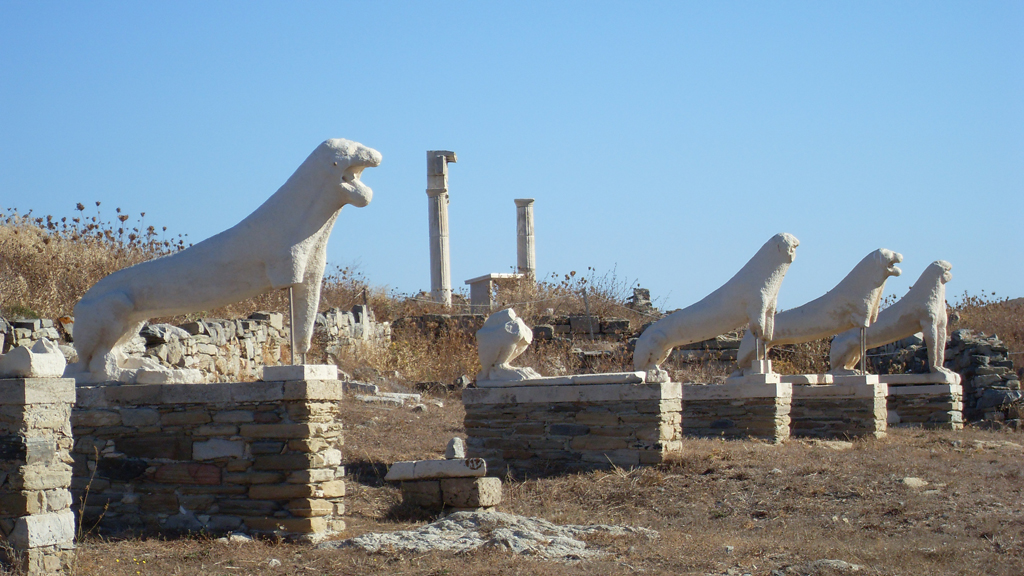
Alej mramorových lvů na Délu
(7. stol. př. n. l.)

V pozdní době bronzové byla na Délu uctívána bohyně Artemis. V době sepsání Odyssey byl již ostrov znám jako rodiště Artemidy a Apollóna. Kromě těchto dvou bohů byla na ostrově uctívána i jejich matka titánka Létó. Některé nálezy naznačují ztotožnění Létó s mykénskou bohyní Brizo, ale kontinuita kultu jimi není uspokojivě doložena. Od 8. století př. n. l. se zde konaly nádherné slavnosti s chvalozpěvy a sportovními soutěžemi na počest boha Apollona. Délos se stal centrem amfiktyonie (politicko-náboženského spolku řeckých obcí) sdružující iónské obce. S dohledem na konání slavností byl spojen i jistý díl politické moci.
Během 7. a 6. století př. n. l. byl ostrov pod vlivem Naxu. V souvislosti s kultem Apollóna a Artemidy bylo tehdy vztyčeno mnoho staveb, jako např. Chrám Naxijských, Terasa lvů, Apollónova kolosální socha, kolonáda Naxijských, a Nikandrova socha zasvěcená Artemidě. V posvátném přístavu byla vybudována mola a jiná zařízení – jedná se o jedna z nejstarších známých v řeckém světě.
V pozdější době vzrostl vliv Athén na Kykladské ostrovy. V zájmu upevnění pozic rozkázal kolem roku 540 př. n. l. Athénský tyran Peisistratos očistit tento svatý ostrov: ostatky zemřelých a osoby nemocné nebo staré byly převezeny na sousední Rhénii. Athény vystřídal kolem roku 525 př. n. l. Samos, když se za vlády Polykrata zmocnil Rhénie. Polykratés založil tradici nových slavností a Rhénii zasvětil Apollónovi připojiv ji tím k Délu.

### Klasické období
Roku 478 př. n. l. se oficiálně zformoval Délský spolek. Tak moderní historikové pojmenovali alianci řeckých městských států jejímž cílem byl boj proti Peršanům a jejíž zásluhou byli Peršané definitivně vypuzeni z Řecka. Pokladnice spolku kontrolovaného Athénami byla svěřená Délu, a odehrávala se zde i jednání zástupců spolku. Ostrov se posléze dostal pod úplnou dominanci Athén. Mnohé kulturní poklady byly roku 454 př. n. l. odvezeny do Athén, když tam byla přeložena i spolková pokladnice.
Během peloponéské války vypukl v Athénách mor. Mor byl považován za Apollonův hněv, a proto Athéňané dali ostrov roku 426 př. n. l. opět očistit. Na Rhénii byly přemístěny všechny hroby, kromě hrobů prvních kolonistů, které byly považovány za posvátné. V duchu tohoto očištění bylo zakázáno na ostrově narodit se i umřít a staří a umírající lidé a těhotné ženy museli z ostrova odjíždět.
Roku 422 př. n. l. Athény rozkázaly vyhostit všechny stálé obyvatele ostrova a ujaly se organizace délských slavností - Délií, které se konaly každých 5 let. Procesí poutníků byla doprovázena hudbou a tancem a konaly se umělecké a sportovní soutěže a závody koňských spřežení. Koncentrace osob také umožňovala čilou obchodní činnost.

### Helénismus a doba římská

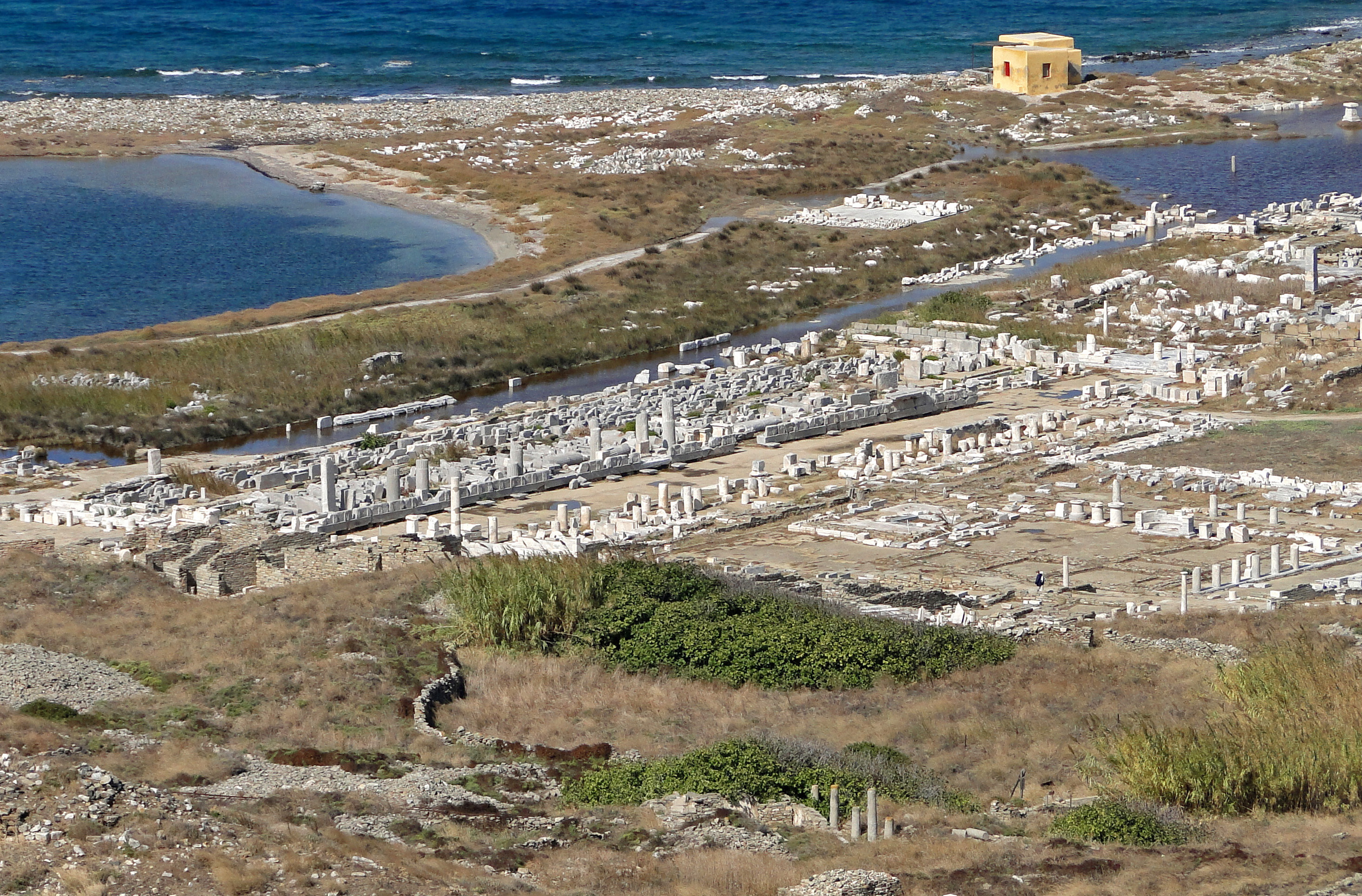
Délos, Via sacra

Pod vlivem Makedonské říše si ostrov nadále udržel svůj náboženský význam, ale i obchod nabyl značného významu. V té době žilo na ostrově okolo 25 000 obyvatel. Obchodovalo se zde s obilím, olejem, vínem a s otroky. Pro potřeby obchodníků přicházejících z celého Středomoří byly nad městem vztyčeny nové svatyně zasvěcené egyptským, syrským, fénickým a dalším božstvům.
Když se oblasti zmocnili Římané, roku 166 př. n. l. vrátili svatyni i ostrov pod správu Athén a prohlásili jej svobodným přístavem, ve snaze vytvořit konkurenci jim vzdorujícímu Rhodu. Athéňané vypudili dosavadní obyvatelstvo. Vzniklý prostor byl zaplněn nejen přistěhovalci z Attiky ale i kupci z celého Středomoří. V této době se Délos, který ležel na přirozené spojnici cest z Malé Asie a Černomoří do Řecka a na Apeninský poloostrov, stal jedním z nejvýznamnějších středomořských přístavů.
Definitivní úpadek ostrova začal za války mezí Římem a Pontem. Vojsko krále Mithridata Pontského roku 88 př. n. l. vtrhlo na ostrov, pobilo 20 000 mužů, ženy a děti odvleklo do vězení a otroctví a město poničilo. Ostrov byl ještě jednou vypleněn námořními lupiči roku 69 př. n. l. Procesí k Apollónově svatyni se ztenčila a obchod se kvůli činnosti pirátů již neobnovil. Podle Pausania zůstali na ostrově jen strážci svatyně. V době císaře Hadriána se Athény bezúspěšně pokusily ostrov prodat.

### Pozdější historie
Obyvatelé ostrova přijali křesťanství během 4. století, ale již v 7. století byl ostrov opuštěn. Roku 1329 přebývala na ostrově skupina Řeků z Epiru nebo rytířů z Malty. Během turecké vlády se ostrov stal útočištěm pirátů drancujících oblast.
Prvním „archeologem“, který stanul na Délu, byl v 15. století Christoforo Buondelmonti. Od roku 1872 zde Francouzská škola v Athénách se souhlasem řecké vlády vede soustavné archeologické vykopávky.